# Oak Grove (Louisiana)
Oak Grove és una població dels Estats Units a l'estat de Louisiana. Segons el cens del 2000 tenia 2.174 habitants.

## Demografia
Segons el cens del 2000, Oak Grove tenia 2.174 habitants, 792 habitatges, i 517 famílies. La densitat de població era de 490,9 habitants/km².
Dels 792 habitatges en un 31,2% hi vivien nens de menys de 18 anys, en un 42,3% hi vivien parelles casades, en un 20,6% dones solteres, i en un 34,6% no eren unitats familiars. En el 32,3% dels habitatges hi vivien persones soles el 19,4% de les quals corresponia a persones de 65 anys o més que vivien soles. El nombre mitjà de persones vivint en cada habitatge era de 2,46 i el nombre mitjà de persones que vivien en cada família era de 3,12.
Per edats la població es repartia de la següent manera: un 25,7% tenia menys de 18 anys, un 8,9% entre 18 i 24, un 21,8% entre 25 i 44, un 19% de 45 a 60 i un 24,7% 65 anys o més.
L'edat mediana era de 40 anys. Per cada 100 dones de 18 o més anys hi havia 67,6 homes.
La renda mediana per habitatge era de 16.063 $ i la renda mediana per família de 20.729 $. Els homes tenien una renda mediana de 22.708 $ mentre que les dones 14.531 $. La renda per capita de la població era de 10.183 $. Entorn del 33,2% de les famílies i el 39,4% de la població estaven per davall del llindar de pobresa.

## Poblacions més properes
El següent diagrama mostra les poblacions més properes.